# Чапля Кирдійович
Ча́пля Кирді́йович (?  — після 1421) — руський (український) боярин з роду Кирдійовичів. Протопласт гілок волинського шляхетського роду Чапличів (Чапличів-Шпанівських), гербу Кирдій. Родове гніздо село Шпанів.

## Походження та біографія
Чапля (Лук'ян?) Кирдійович один із синів руського боярина Кирдія, який є протопластом волинсько-холмської гілки Кирдійовичів. Зокрема однієї з них — Чапличів, згодом Чапличів-Шпанівських. У давніх актах він не згадується, натомість у 1434 році фігурує один з його синів Андрій Чаплич.
Відомі сини Чаплі Кирдійовича які започаткували окремі гілки роду Чапличів:
- Андрій Чаплич, згадується 1436 року під час майнової угоди разом з іншими Кирдійовичами (Сенком Гостським та Петрашком Ланевичем).

- Федько Чаплич, виклопотав у князя Свидригайла Ольгердовича село Глупотин, маючи на той час вотчине село Русивель.

- Єско (Єнко, Яцько, Янко) Чаплич, отримувач данини короля Казимира IV в сер. XV ст., з села Росошів з присілком Бронники у Луцькому повіті. Окрім Росошова, Єску Чапличу належало село Гільча (Гольча, Голча), яким він згодом поступився князю Івану Острозькому, в обмін на Межиріч.